# جون جوردن (شاعر)
جون جوردن (بالإنجليزية: John Jordan)‏ هو محرر وشاعر أيرلندي، ولد في 8 أبريل 1930 في دبلن في جمهورية أيرلندا، وتوفي في 6 يونيو 1988 في كارديف في المملكة المتحدة.